# Christophe Bernard
Christophe Bernard est un joueur d'échecs français né le 6 août 1952 à La Bassée. Maître international depuis 1996, il a remporté le championnat de France d'échecs en 1987 après un match de départage avec Gilles Andruet. Auparavant, il avait atteint la deuxième place du championnat de France en 1982. En tournoi, il remporta le championnat de Paris d'échecs en 1989.
Il a représenté la France lors des qualifications pour le championnat d'Europe d'échecs des nations de 1983,  réalisant deux parties nulles contre les grands maîtres hongrois Andras Adorjan et Iván Faragó.
Il est informaticien pour l'administration.

## Ouvrages
Christophe Bernard est l'auteur de deux manuels sur les échecs :
- Échecs, éd. Mango, 2001
- Les Échecs méthodiques, éd. Payot, 1997, coécrit avec  Bernard Leriqud